# Elbow
Elbow es una banda británica de rock alternativo, procedente del condado de Gran Mánchester (en inglés Greater Manchester), al noroeste de Inglaterra. La banda conserva la composición de los miembros desde que tocaron por primera vez juntos en 1990, en The Corner Pin, un pub de Ramsbotton (Gran Mánchester). La distribución de los miembros es la siguiente: Guy Garvey como vocalista y compositor, Mark Potter a la guitarra, Craig Potter al teclado, Pete Turner como bajista y Richard Jupp a los mandos de la batería.
Durante los veinte años de vida del grupo, Elbow ha publicado ya cinco álbumes de estudio y cuatro EP, que se han saldado con diez sencillos incluidos entre los 50 más exitosos (top fifty) del Reino Unido, del que destaca Grounds For Divorce, uno de los dos únicos sencillos vendidos en formato CD pertenecientes a su último álbum, The Seldom Seen Kid.
El grupo ha sido aclamado por su sonido fresco e innovador, recibiendo críticas halagadoras por parte de los medios y de artistas como REM, Radiohead, Coldplay o Blur. El año 2008, además, el grupo recibió el premio Mercury de la Música en reconocimiento a su cuarto álbum, lo que ha consagrado a la banda y ha facilitado su éxito mediático y de ventas.

## Historia
El vocalista Guy Garvey conoció al guitarrista Mark Potter en el Stand College en 1990 a la edad de 16 años. Potter le pidió a Garvey que cantase en la banda en la que tocaba junto al baterista Richard Jupp y el bajista Peter Turner. Aceptando este, se constituyó así la banda Mr Soft, que con posterioridad renombraron como Soft a secas. Poco después, Craig Potter, hermano de Mark, se unió a la banda como pianista. El año 1997, el grupo cambió por tercera vez el nombre de la banda, que pasó a llamarse Elbow, y firmó con la productora Island Records para grabar su álbum debut con el productor Steve Osborne. Sin embargo, cuando Island Records fue comprada por la discográfica Universal, el primer álbum de Elbow no pudo ser lanzado. Más tarde, junto a la discográfica Ugly Man, lanzaron The Newborn EP y The Any Day Now EP, que sonaron por largo tiempo en BBC Radio 1.
El álbum con el que la banda debutó, Asleep in the Back, lanzado en 2001, fue considerablemente aclamado, hasta el punto de que fue nominada a los premios BRIT y Mercury Music. Su segundo álbum, Cast of Thousands, selló su reputación como banda innovadora en la música del Reino Unido. El título es una referencia a su actuación en Glastonbury en 2002, donde grabaron a miles de personas cantando We still believe in love, so fuck you. Dicha grabación apareció en la canción Grace Under Pressure.
En 2004, Elbow se fue de gira por Cuba, tocando canciones de Asleep in the Back y Cast of Thousands por los alrededores de La Habana. El director de documentales británico Irshad Ashraf estuvo presente en la gira y filmó gran parte de ella. La película resultante fue exhibida en festivales de cine durante el 2004. En el mismo año, su canción Fallen Angel apareció en la película 9 Songs.
Su tercer álbum, Leader of the Free World, fue en su totalidad autoproducido en Blueprint Studios, un espacio que la banda contrató para usar durante sus sesiones de grabación. Durante la grabación de su tercer disco, Elbow se asoció con un grupo de artistas, The Soup Collective, para producir un DVD musical. La banda contribuyó con la canción Snowball para el álbum de beneficencia Help – a Day in the Life de War Child. Además, un tema inédito titulado Beat for Two fue utilizado en los créditos de la película del 2004 Inside I'm Dancing.
En el 2006 la banda se trasladó a Fiction Records y completó su cuarto álbum,The Seldom Seen Kid, a finales de 2007, que fue producido y mezclado por el tecladista Craig Potter. El álbum, lanzado en marzo de 2008, vendió más de 1 millón de copias. La canción Grounds for Divorce de este álbum aparece en el tráiler de la película de los hermanos Coen, Burn After Reading. Desde junio del 2008, la canción One Day Like This se ha utilizado en la cobertura deportiva, tanto para la Independent Television y la BBC, incluyendo las Olimpíadas de Beijing 2008, como en los anuncios de la película The Soloist. La canción también figuró en el número 35 en el UK Singles Chart.
El 9 de septiembre de 2008, Elbow ganó el premio Mercury Music por su disco The Seldom Seen Kid.
En mayo de 2009, la banda consiguió dos premios Ivor Novello; el premio a la mejor canción por One Day Like This y el premio a la mejor canción contemporánea por Grounds for Divorce.
El 12 de agosto de 2012, en la Ceremonia de Clausura de los Juegos Olímpicos de Londres 2012, Elbow actuó en el momento de salida de los abanderados de todos los países participantes.

## Miembros de la banda
- Guy Garvey: Voz principal, letras, guitarra, percusión.
- Mark Potter: Guitarra, coros.
- Craig Potter: Teclado, órgano, coros.
- Pete Turner: Bajo, teclado, coros.
- Richard Jupp: Batería.

## Discografía
Álbumes de estudio
- Asleep in the Back (2001) #14 en Reino Unido.
- Cast of Thousands (2003) #7 en Reino Unido, #8 en la US Heat estadounidense.
- Leaders of the Free World (2005) #12 en Reino Unido.
- The Seldom Seen Kid (2008) #5 en Reino Unido, #2 en la US Heat estadounidense.
- Build a Rocket Boys! (2011)
- Dead in the boot (2012)
- The Take Off And Landing Of Everything (2014)
- Little Fictions (2017)
- Giants of all sizes (2019)
- Flying Dream 1 (2021)
- Audio Vertigo (2024)

Sencillos y EP
- The Noisebox EP (1998)
- The Newborn EP (2000)
- The Any Day Now EP (2001)
- Red (2001)
- Powder Blue (2001)
- Newborn (2001)
- Asleep in the Back / Coming Second (2002)
- Ribcage (2003)
- Fallen Angel (2003)
- Fugitive Motel (2003)
- Not a Job (2004)
- "Grace Under Pressure" / "Switching Off" EP (2004)
- Forget Myself (2005)
- Leaders of the Free World (2005)
- Grounds for Divorce (2008)
- One Day Like This (2008)
- iTunes Live from London EP (2008)
- The Bones of You (2008)
- Neat Little Rows (2011)
- Open arms (2011)
- New York Morning (2014)
- Charge (2014)
- My Sad Captains (2014)
- Real Life (Angel) (2014)
- Magnificent (She Says) (2016)
- All Disco (2017)
- Gentle Storm (2017)